# Los Ganglios
Los Ganglios son un grupo musical de Badajoz afincado en Barcelona que combinan múltiples estilos en lo que llaman música porc.

## Biografía
Integrado en sus inicios por Xoxé Tétano (voz y ritmos), Rafael Filete (guitarra), Leli Loro (teclado y bajo) y Mariana Scaravilli (guitarra y teclados), Los Ganglios son un grupo de creadores audiovisuales fundado en 2009. 
Los Ganglios fueron reconocidos por sus textos surrealistas y humorísticos, sus directos incendiarios y por ser los creadores de canciones tan abrasivas como "Al final", "Color de rosa", "Hay", "La cumbia de Félix y Jacques", "Babieca hiede", "El Quijote P", o "Calvario".
Tras 10 años en activo decidieron disolver el grupo en el año 2019. El 2022 anunciaron su reunión y una gira de cinco conciertos. Desde 2019 la formación consta de Xoxé Tétano, Rafael Filete, Silvestre y Marc López.
En 2024 volvieron a los escenarios, pasando por las ciudades de Donostia, Barcelona, Castellón de la Plana y Málaga.

## Discografía
- Cataclismo electoral LP (2011) - Autoeditado.
- La guapa y los ninjas LP (2012) - Gor Discos.
- Lubricante LP (2014) - Gor Discos.
- Segunda escucha LP (2016) - Autoeditado.
- Leyenda negra LP (2019) - Autoeditado.
- Peruguay LP (2025) - Autoeditado.